# Alonsa
Alonsa est une municipalité rurale du Manitoba située dans le centre-ouest de la province. Son territoire est situé à l'ouest du lac Manitoba et la communauté d'Alonsa et la réserve amérindienne Ebb and Flow 52 en font partie.

## Territoire
Les communautés suivantes sont comprises sur le territoire de la municipalité rurale:
- Amaranth
- Bacon Ridge
- Cayer
- Eddystone
- Kinosota
- Reykjavik
- Shergrove
- Silver Ridge

## Référence
- (en) Cet article est partiellement ou en totalité issu de l’article de Wikipédia en anglais intitulé « Rural Municipality of Alonsa » (voir la liste des auteurs).